# Шираз
Шираз (на персийски: شیراز) е град в Иран, главен град на провинция Фарс, наричан градът на поетите, виното и розите.
Счита се за един от най-старите градове на древна Персия. През 13 век, Шираз се превръща във водещ център на изкуствата. Той е столица на Персия по време на династията Занд от 1750 до 1781 г.
Двама от най-известните ирански поети Хафез и Саади са родени в град Шираз, затова и техните гробници се намират в него.
Смята се, че Шираз е на повече от 4000 години, тъй като името му се споменава в клиновидни надписи от около 2000 г. пр. Хр.
В града има красиви градини с рози и портокалови дръвчета. Една от най-красивите и забележителни градини, несъмнено е Ерам. Нейната история датира от времето на Селджуците, когато там са пребивавали кашкайски номадски племена. Цитаделата на Карим Хан (Арг-е Карим Хан) е разположена в центъра на град Шираз. Тя е била домът на Карим Хан (основателят на династията Занд) и неговото семейство.
В града може да се посети още джамията Шах Чераг – тук е погребан Амир Ахмад Ибн Муса Ал-Кадхим, познат като Шах Чераг, брат на Имам Реза. Храмът е построен след 11 век и е бил реновиран по времето на Сефевидите. През годините преживява разрушения при редица земетресения и е ремонтиран многократно. Портата на Корана, банята, джамията и базарът Вакил, историческата къща Кавам (Наранджестан-е Кавам), както и разбира се джамията Насир-ол-Молк, са сред най-известните забележителности на града.
В близост до Шираз се намират и много исторически и древни атракции, показващи славата на Персийската империя, като Персеполис, Некрополис и Пасаргад.

## Личности
- Родени в Шираз
  - Саади (1184 – 1283), поет
  - Хафез (1325 – 1390), поет
- Починали в Шираз
  - Хафез (1325 – 1390), поет

## Побратимени градове
- Ваймар, Германия
- Душанбе, Таджикистан
- Никозия, Кипър
- Чунцин, Китай

## Галерия
- Джамията Вакил
- Мавзолеят на Саади
- Гробницата на Хафез
- Градина „Ерам“
- Базар в Шираз
- Градина „Гавам“
- Цитадела Карим хан